# Уилям Чандлес
Уилям Чандлес (на английски: William Chandless) е английски хидрограф, изследовател на басейна на Амазонка.

## Биография
Роден е на 7 ноември 1829 година в Лондон, Великобритания. От 1860 до 1869 г. изследва басейна на река Амазонка, като през това време живее в Манаус (сега столица на щат Амазонас, Бразилия).
През 1860 г. изследва река Журуена (лява съставяща на Тапажос) и десния ѝ приток река Аринус.
През 1864 – 1865 изследва река Пурус (цялото ѝ течение – 3200 км), в т.ч. най-големия ѝ десен приток река Акри (600 км, през 1866), а през 1867 – река Журуа (3280 км). За изследванията си на басейна на Пурус през 1866 е награден със златен медал от Кралското географско дружество и същата година публикува книгата „Ascent of the River Purus“ (Royal Geographical Society of London: 1866).
През 1868 г. изследва река Кануман (ок. 1000 км, десен приток едновременно на Мадейра и Амазонка, с които образува огромния заблатен остров Тупинамбаранас – 15 хил. км2). Изследва притоците ѝ Абакашис, Мауес-Асу и др.
През 1869 г. изследва река Мадейра и част от долното течение на река Бени.
Умира на 5 май 1896 година в Лондон на 66-годишна възраст.

## Памет
Неговото име носят:
- национален парк Чандлес, в Бразилия, провинция Акри, създаден през 2003 г.;
- река Чандлес (устие, 9°09′ ю. ш. 69°50′ з. д. / 9.15° ю. ш. 69.833333° з. д.), в Бразилия, провинция Акри, десен приток на река Пурус.